# Euryapteryx geranoides
Il moa beccocorto meridionale (Euryapteryx geranoides), anche detto moa tacchino, è una delle due specie appartenenti al genere Euryapteryx, assieme al moa beccocorto settentrionale (Euryapteryx curtus)
Questa specie era abbastanza comune nel suo areale nell'Isola del Sud, in Nuova Zelanda; come gli altri moa, era un erbivoro che si nutriva di foglie, germogli e frutti.
Tendeva più degli altri moa a frequentare gli spazi aperti.
A causa della sua innata confidenza, questo animale fu descritto da uno studioso dell'epoca come "quattro volte più grande di un pollo, e dieci volte meno intelligente".